# Karl Wessely (Sänger)
Karl Wessely (geboren 14. August 1908 in Katharein bei Troppau, Österreich-Ungarn; gestorben 11. Oktober 1946 in Dresden) war ein deutscher Opernsänger im Stimmfach Tenor. 

## Leben
Karl Wessely begann seine Theaterkarriere 1927/28 als Tenor am Stadttheater Troppau. Von 1929 bis 1932 war er am Stadttheater Beuthen engagiert, danach ging er bis 1935 an das Stadttheater Krefeld. Es folgten Engagements am Theater Braunschweig bis 1937 und an der Nürnberger Oper. Ab 1939 sang er an der Staatsoper Dresden. Wessely hatte 1940 ein Gastspiel an der Staatsoper Wien, 1941 bei den Salzburger Festspielen, 1942 in der Waldoper Zoppot und 1943 mit der Sächsischen Staatskapelle beim Maggio Musicale Fiorentino. In Dresden sang er 1944 in der Uraufführung der komischen Oper Die Hochzeit des Jobs. Wessely arbeitete auch als Schauspieler. Er stand 1944 in der Gottbegnadeten-Liste des Reichsministeriums für Volksaufklärung und Propaganda. 